# 't Rooth (Peel en Maas)
't Rooth (ook: Rooth) is een buurtschap in de Nederlandse plaats Maasbree in de gemeente Peel en Maas.
De buurtschap ligt ten noordoosten van de dorpskern van Maasbree bij de Venloseweg en telt één straat met de naam Rooth.
In de buurtschap lag vanaf de 14e eeuw het landgoed Huis Bree, die in de 18e eeuw werd omgebouwd tot boerderij. De woningen op dit voormalige landgoed zijn omgebouwd tot vakantiewoningen. Verder liggen er verspreid over de buurtschap enkele boerenbedrijven.
In de buurtschap staat één rijksmonument, de Kapel van Onze Lieve Vrouw in 't Rooth, een kapel aan de Venloseweg.
Dorpen: Baarlo · Beringe · Egchel · Grashoek · Helden · Kessel · Kessel-Eik · Koningslust · Maasbree · Meijel · Panningen

Buurtschappen: Belgenhoek · Berg · Bong · Broek · Dekeshorst · Dijk · Donk (Kessel) · Donk (Meijel) · Driessen · Dubbroek · Egchelheide · Everlo · Groeze · 't Heeske · Hei (Baarlo) · Hei (Kessel) · Heldensedijk · Hof · In de Hoeven · Hert · Hout · Houthei · Houwenberg · Hub · Katsberg · Kaumeshoek · De Kievit · Korte Heide · Keup · Laagheide · Laar · Lange Heide · Lang Hout · Langstraat · Leeuwerik · Loo · Maris · Molenbaan · Molenhuizen · Nederweerterdijk · Onder en Eindt · Oyen · Platveld · Rinkesfort · Roggelsedijk · 't Rooth · Schafelt · Siberië · Soeterbeek · Spiesberg · Spurkt · Steenoven · Tongerlo · Vergelt · Vieruitersten · Vliegert · Vosberg · Vliegert · Witdonk · Zandberg (Helden) · Zandberg (Maasbree) · Zelen

Limburg: Steden en dorpen      Nederland: Provincies · Gemeenten